# موسى يبغو
موسى يبغو أو موسى بن سلجوق (الوفاة : 1047م) حاكم تركي من عائلة سلجوق وأحد أبناء سلجوق بك الأربعة. أراد شقيقه أرسلان يابغو قيادة الأسرة عندما تم القبض عليه من قبل الغزنويين، لكن أبناء أخيه طغرل وجغري طغى عليه، حيث تولى مسؤولية الشؤون الشرقية في مجلس العائلة الذي اجتمع بعد معركة دانداناقان. قُتل ابنه حسن (أبو علي حسن) باي على يد الجورجيين في عملية في شرق الأناضول عام 1047.

## سيرته
تشير المصادر الفارسية إلى أنهُ شارك خلال حياته الطويلة في سلسلة من النزاعات بين السلاجقة والغزنويين، وبعد معركة دانداناقان وأثناء تقسيم الأراضي بين سلالة السلاجقة، تم تسليم هرات وبسط وسيستان والمناطق المحيطة بها إليه. سافر موسى إلى سيستان عام 432 هـ / 1040 م و 434 هـ / 1042 م على التوالي، وفي كل مرة عاد إلى خراسان بعد توقف قصير في تلك المنطقة. وتزامنت رحلته الثالثة إلى سيستان عام 443 هـ / 1051 م مع غزوات الغزنويين لاحتلالها وتدميرها، واستولى على زرانج في هذا العام، لكنه تراجع إلى هرات نتيجة الهجمات العنيفة من قبل الغزنويين. عام 445 هـ / 1053 م استقر في قلعة الجنرال سيستان، وفي عهد طغرل توسعت رقعة المناطق التي تولها موسى وحصل على ألقاب معز الدولة موسى و أمير المؤمنين. لكن فيما بعد، تمرد في زمن أرسلان في جبال الألب، لكنه هُزِم وأرسل إليه، فلم يعاقبه ألب أرسلان واكتفى بقربه منه.